# Regio decreto
Il regio decreto (R.D.), nell'ordinamento giuridico italiano, è un atto normativo avente anche forza di legge, non più emanabile, in quanto adottato dal Consiglio dei ministri e firmato dal Re d'Italia durante il Regno post-unitario.

## Storia
Nell'ambito dell'ordinamento del Regno d'Italia, le necessità politiche ed amministrative del governo del Regno d'Italia avevano spesso indotto lo stesso organo ad emanare attraverso un regio decreto (o decreto reale) anche norme giuridiche normalmente di competenza del potere legislativo; non essendo tale facoltà contemplata da nessuna legge, restava molto controversa la giurisprudenza in merito all'efficacia giuridica delle relative disposizioni, prima che venissero ratificate dal Parlamento. Fu solo nel 1926, con la legge n. 100 approvata il 31 gennaio dal Parlamento del Regno d'Italia, che venne compiutamente regolamentato il potere del Governo di emanare norme giuridiche.
I regi decreti non abrogati da successive disposizioni e compatibili con la Costituzione repubblicana sono rimasti in vigore anche nell'ordinamento della Repubblica italiana.

## La disciplina normativa
L'art. 1 della legge n. 100/1926, formalmente abrogata solo nel 2010, stabiliva che erano emanate con Reale decreto, previa deliberazione del Consiglio dei ministri e udito il parere del Consiglio di Stato, le norme giuridiche regolamentari necessarie per disciplinare:
a) l'esecuzione delle leggi;

b) l'uso delle facoltà spettanti al potere esecutivo;

c) l'organizzazione ed il funzionamento delle Amministrazioni dello Stato, l'ordinamento del personale ad esse addetto, l'ordinamento degli Enti ed istituti pubblici, eccettuati i Comuni, le Provincie, le istituzioni pubbliche di beneficenza, le università e gli istituti di istruzione superiore che avessero personalità giuridica, quand'anche si fosse trattato di materie precedentemente regolate per legge.
L'articolo 3 di tale legge distingueva poi altre due ipotesi: il regio decreto legislativo (R.D.Lgs.) e il regio decreto legge (R.D.L.), aventi invece forza di legge. Il primo tipo consisteva in un atto normativo delegato al Governo dal Parlamento, mentre il secondo tipo consisteva in un atto normativo emanato direttamente dal Governo in casi straordinari di assoluta urgenza e necessità, che dovevano poi essere necessariamente presentati a una delle due camere del Parlamento per la conversione in legge, non oltre la terza seduta dopo la sua pubblicazione, a pena di decadenza. Il decreto-legge che entro due anni dalla sua pubblicazione non fosse stato convertito in legge, non era più in vigore dal giorno della scadenza di tale termine.